# 真昼の暗黒 (小説)

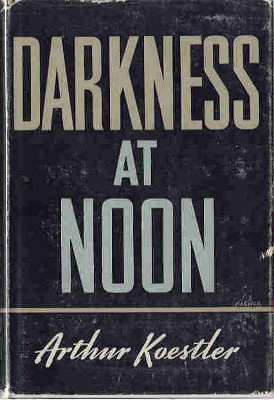
『真昼の暗黒』の初版

『真昼の暗黒』（まひるのあんこく）または『日蝕』（にっしょく、ドイツ語原題: Sonnenfinsternis、英語原題：Darkness at Noon）は、アーサー・ケストラーの政治小説。1940年に刊行され、世界でベストセラーになった。
タイトルは、ジョン・ミルトンの詩『闘士サムソン』の一節「ああ、暗い、暗い、真昼の炎の中にいても……」から取られた。

## あらすじ
革命家であり、現在は革命政府の要職にある主人公ルバショフ。彼は政府トップの地位にある「ナンバー・ワン」による粛清の標的にされ、でっち上げられた容疑で逮捕されて収容所に送られてくる。帝政ロシアの元将校である隣室の囚人と、壁を叩いた音によって会話を交わしながら、彼は収容されるまでの経緯を追想する。かつての友人イワノフが、彼の判決と命運を左右する地位についていることを知った彼だったが、さらに彼の前に現れたのは新しい革命世代の男グレトキンだった。グレトキンの取り調べを受ける中で、彼は自らの意志で、でっち上げられた罪を自白していく。

## 登場人物
ルバショフ
主人公。党古参の革命家で元党幹部。主に党の外交部門を担い、国外の状況を知っているが、ナンバー・ワンによる粛清で逮捕、収監される。
グレトキン
革命後の世界しか知らない新しい革命世代の男。ルバショフの取調官として冷徹な取り調べを行う。
四〇二号室の男
帝政ロシア支持者の囚人。壁を叩く音でルバショフと交信して議論する。
四〇六号室の男 　
国外での20年間の収監の後、釈放され、革命後の世界を期待して来訪するが、20年間の間の情勢の変化を知らなかったために場違いな行動をとり、収監される。眠っている間に20年が過ぎていたことになぞらえて、四〇二号室の男とルバショフから「リップ・ヴァン・ウィンクル」と呼ばれる。
兎唇の男
ルバショフの友人で党古参だったキーファー教授の息子。ルバショフを陥れるために収監される。
ナンバー・ワン
党の最高指導者。
イワノフ
ルバショフの友人で、初めルバショフの取り調べを担当する。
ボグロフ
ルバショフの友人で革命功労者。党の要職を務めていたが、ナンバー・ワンとの方針の違いによって粛清される。
リチャード
革命闘争時代に党の方針に背いたため、ルバショフによって党から追放された男。
ローウィ
党自身によるスト破りを行うためにルバショフが派遣された第三国の党幹部。ルバショフによって党から追放され、自殺した。
アルロヴァ
ルバショフの元秘書。ルバショフの収監に先立って告発され、粛清される。

## モデル
スターリン時代のモスクワ裁判をモデルにしており、主人公ルバショフは「物の考え方は、ニコライ・ブハーリンをモデルとした。人柄と風貌はレフ・トロツキーとカール・ラデックを合わせて作った」とケストラー自身が述べている。

## 反響
- ジョージ・オーウェルが、評論『アーサー・ケストラー』で高く評価している。またオーウェルの小説『1984年』に大きな影響を与えたといわれる[1]。
- 哲学者モーリス・メルロー＝ポンティが、著書『ヒューマニズムとテロル』で強く批判した[1]。
- 今井正監督による、冤罪事件を扱った同名の映画があり、「虚偽の自白で死刑判決を受ける」という要素の一致からタイトルに借用されたとされてきた[2]。だが、脚本家の橋本忍ののちの証言では、ケストラーの小説とは無関係とある[4]。

## 日本語訳書
- 中島賢二訳『真昼の暗黒』岩波文庫、2009年。英語版による訳（電子書籍も刊、下記も）
- 岩崎克己訳『日蝕』三修社、2023年。ドイツ語原本による訳。2015年[5]にスイスで発見された。